# Diphascon triodon
Diphascon triodon är en djurart som tillhör fylumet trögkrypare, och som först beskrevs av Walter Maucci 1996.  Diphascon triodon ingår i släktet Diphascon och familjen Hypsibiidae. Inga underarter finns listade i Catalogue of Life.